# Ganda
Ganda este un oraș în Angola.